# Mikhaïl Ivanov (ski de fond)
Pour les articles homonymes, voir Mikhaïl Ivanov.
Mikhaïl Petrovitch Ivanov (né le 20 novembre 1977 à Ostrov) est un fondeur russe. Champion olympique du cinquante kilomètres classique en 2002, il a obtenu tous ses podiums internationaux sur cette technique.

## Biographie
Il débute au niveau international en 1996. Sa première apparition en Coupe du monde date de janvier 1997 à Kavgolovo.
Son premier podium en Coupe du monde est une victoire sur le trente kilomètres de Lahti, le 4 mars 2000. C'est dans la même localité qu'il remporte sa première médaille internationale en 2001, lors des Championnats du monde, en bronze sur le trente kilomètres classique.
Lors des Jeux olympiques de 2002 à Salt Lake City, il arrive à l'origine deuxième du cinquante kilomètres derrière Johann Mühlegg, mais comme ce dernier a été a posteriori disqualifié pour dopage, il récupère finalement la médaille d'or.
Il participe à se dernière course de haut niveau en janvier 2007.

## Palmarès

### Jeux olympiques
- Jeux olympiques d'hiver de 2002 à Salt Lake City  États-Unis:
  -  Médaille d'or sur le 50 km classique.
  - 11e du 15 km classique.
  - 6e du relais.

### Championnats du monde
- Championnats du monde de ski nordique 2001 à Lahti  Finlande:
  -  Médaille de bronze sur 30 km classique.

### Coupe du monde
- Meilleur classement général : 15e en 2000 et 2001
- 4 podiums individuels en Coupe du monde dont 2 victoires.
- 4 podiums en relais.

#### Détail des victoires
- saison 1999-2000 :
  - 30 km classique de Lahti
- saison 2000-2001 :
  - 15 km classique